# Eriogonum glandulosum
Eriogonum glandulosum är en slideväxtart som först beskrevs av Thomas Nuttall, och fick sitt nu gällande namn av Thomas Nuttall och George Bentham. Eriogonum glandulosum ingår i släktet Eriogonum och familjen slideväxter. Inga underarter finns listade i Catalogue of Life.